# Línea 3 (Los Tranvías de Zaragoza)
La antigua línea 3 de tranvía de la ciudad de Zaragoza (España) fue una de las líneas que componían su vieja red tranviaria.
Operada por Los Tranvías de Zaragoza, embrión de la actual TUZSA (Transportes Urbanos de Zaragoza) fue concedida el 4 de diciembre de 1916 como "segundo trozo" de la línea a la Acequia del Plano, y comenzó a dar servicio el 5 de mayo de 1917. Inicialmente hacía su recorrido por el paseo Independencia y las calles de Cádiz, Ramón y Cajal, Madre Rafols y Pignatelli hasta la plaza del Portillo, conjuntamente con la línea 2 Madrid, donde se separaban. El 13 de octubre de 1933 se encaminó desde la plaza Constitución hasta la del Portillo por el Coso y la nueva calle de Conde Aranda. Se unió a la línea 5 Torrero el 1 de marzo de 1942.
La línea 3 realizaba el recorrido comprendido entre la avenida de Madrid a la altura de la calle Delicias, de la que tomó el nombre que más tarde adoptó todo el barrio y el Paseo de la Independencia de la capital aragonesa.